# Devil May Cry (игра)
Devil May Cry (яп. デビル メイ クライ Дэбиру Мэй Курай; рус. Дьявол может плакать) — видеоигра в жанрах слэшер и action-adventure, разработанная и изданная компанией Capcom в 2001 году эксклюзивно для консоли PlayStation 2. Первая игра в одноимённой серии и вторая в основной хронологии.
Действие разворачивается в современном мире. Главный герой — Данте, охотник на демонов. По приглашению таинственной Триш, герой отправляется на остров Маллет, чтобы уничтожить короля демонов — Мундуса. Сама игра разбита на несколько глав, в каждой из которых у игрока есть конкретная задача. Для достижения цели требуется исследовать локации, решать головоломки и сражаться с различными противниками и боссами. В борьбе с врагами Данте использует комбинации из холодного и огнестрельного оружия, а также свои демонические способности.
Изначально игра задумывалась как новая часть Resident Evil. Позднее разработчики поняли, что проект слишком отдалился от изначальной концепции, поэтому было принято решение превратить его в отдельную историю. Игра была крайне положительно принята критиками и игроками, которые оценили её сложность и инновационный для игр-боевиков тех лет игровой процесс. В общей сложности было продано свыше 3 миллионов копий.

## Игровой процесс
Игроку предстоит перемещаться по различным локациям, уничтожая на них противников и решая поставленные задачи. Сами уровни разделены на главы, однако это не запрещает игроку, играющему в одной главе, перейти на локацию, которая была в предыдущей. Игрок способен сражаться с противниками с помощью комбинаций холодного и огнестрельного оружия. С помощью холодного оружия также можно выполнять различные комбо-атаки. Реализация многих приемов достигается с помощью удержания кнопки «Lock-On» (рус. Захват) и манипуляции со стиком геймпада (например, комбинация из захвата и движения назад позволяет Данте подбросить противника мечом, а при комбинации с движением вперед — провести таранный удар). Оружие открывается по мере прохождения игры. Прохождение самих уровней дает игроку рейтинг, который насчитывается за время и собранные сферы. Чем выше итоговый рейтинг, тем больше премия.
Главный герой имеет особую способность — «Devil Trigger» (рус. Демоническое превращение). Он ненадолго (режим показан отдельной шкалой) делает персонажа сильнее и быстрее, а также позволяет восстанавливать здоровье. Также в данном состоянии игрок может выполнять некоторые специальные атаки, недоступные ранее.
Приемы открываются в специальном «магазине», более известном как «Divinity Statue» (рус. Божественная статуя). Там же можно покупать и предметы, типа звезды жизни или святой воды. Покупка осуществляется за счет красных сфер, которые появляются после убийства демонов, разрушения некоторых объектов, а также за прохождение уровня.
Также у игрока есть некоторые задания, которые он должен выполнять, чтобы продвинуться далее. Сперва это задания вида «собери n-количество сфер, чтобы открыть дверь», далее появляются менее простые задачи, типа «найди предмет и используй его в соответствующем месте». По мере продвижения задания усложняются.

## Сюжет
Игра начинается с небольшой предыстории. Когда-то давно, тёмный владыка Мундус решил захватить мир людей. Однако тогда его остановил Спарда — его правая рука, один из предводителей армии демонов. Он заточил Мундуса в мире демонов, защитив этим людей. С тех пор его знают как легендарного тёмного рыцаря Спарду.
Действие игры разворачивается в вымышленном мире (время не указывается). Главный герой игры — Данте: наполовину человек, наполовину демон, сын Спарды, владелец собственного агентства, специализирующегося на истреблении демонов. События игры начинаются с того, что в его офис врывается некая женщина, зовущая себя Триш. Она рассказывает Данте про то, что Мундус, которого Спарда некогда победил, смог выбраться из заточения и находится на острове Маллет. Данте соглашается следовать за Триш, когда видит, что она похожа на его мать Еву.
Данте и Триш отправляются на остров. При обследовании замка на него нападают демоны, посланные Мундусом. Чуть дальше он сталкивается с Фантомом — гигантским пауком, одним из генералов Мундуса, а также с Грифоном — гигантской демонической птицей, приближённым Мундуса. Данте побеждает демонов и продвигается дальше. После скитаний по замку Данте вновь сталкивается с серьёзным противником. На сей раз это некий Нело Анджело — демон-рыцарь, который ведет себя не так, как большинство демонов. Однако, увидев у Данте амулет, он отступает.
Перед тем, как отправиться на корабле в глубь острова, Данте вновь сражается с Нело Анджело. На сей раз демон оказывается побежден. Данте переправляется на корабле, где на него опять нападает Грифон. Данте убивает демона и на сей раз окончательно. После очередной череды блужданий Данте в последний раз сталкивается с Нело Анджело. Теперь, когда враг окончательно повержен, Данте узнает правду — это Вергилий, его брат-близнец, который был порабощён Мундусом. Данте забирает его часть амулета. Слившись воедино, амулеты трансформируют меч Данте в более грозное оружие. В это же время Мундус велит Триш убить Данте.
Данте продолжает свой поход против Мундуса. Он продвигается ещё дальше, встречая всё более сильных демонов. В конце концов он сталкивается с био-оружием Мундуса. Данте удаётся его уничтожить, однако он тут же получает удар в спину от Триш. Она раскрывает Данте свои планы. Как бы то ни было, это не мешает Данте спасти её от упавшей опоры пещеры. Однако он предупреждает, что убьет её, если она ещё раз попадётся ему на глаза.
Пройдя до конца, Данте попадает в главный зал, где находится Мундус. Он взял Триш в «заложники», чтобы наверняка убить Данте. Однако перед самым последним ударом Триш спасает Данте ценой своей жизни. Мундус принимает свой боевой облик. Происходит решающая битва между Данте и Мундусом. Последний терпит поражение. Данте возвращается к Триш, но она по прежнему находится без чувств. Ему ничего не остается, кроме как бежать из замка, который начинает рушиться. Однако почти выбравшись из замка, Данте падает в развалины. Внутри он сражается с выжившим Мундусом. Почти под конец битвы появляется живая Триш, которая передаёт Данте свою силу. С её помощью Данте окончательно побеждает Мундуса.
Замок почти разрушен. Данте и Триш используют самолёт из ангара, чтобы спастись. Вернувшись назад, Триш становится напарницей Данте.

## Разработка и выход
Намёки на создание игры были ещё в 1999 году. Изначально игра должна была стать очередным проектом в серии Resident Evil с главным героем по имени Тони. Он являлся очень сильным, умным и проворным благодаря улучшениям с помощью генной инженерии и биотехнологиям.
Позже появился другой вариант сюжета. Тони заменили на Данте. Он являлся сыном простой женщины Евы и лорда Спенсера, одного из основателей корпорации Umbrella. Само же действие развивалось в готическом мире, полном демонов (хотя изначально многие варианты противников из игры были не демонами, а зараженными людьми). В этой наработке, Данте был авантюристом и детективом, который отправился в некий замок, которым владел его брат. Данный вариант сценария был отклонён, однако задумка показалась авторам интересной. После небольшой доработки в ноябре 2000 года игра получила своё окончательное название —  Devil May Cry.
Игра впервые вышла в августе 2001 года в Японии, и в последующие месяцы — в Европе и Северной Америке. В 2012 и 2018 годах была портирована на PlayStation 3, Xbox 360, PlayStation 4, Xbox One и Windows в рамках сборника Devil May Cry HD Collection. В 2019 году была переиздана для консоли Nintendo Switch.

## Отзывы и критика
| Сводный рейтинг         | Сводный рейтинг |
| Агрегатор               | Оценка          |
| ----------------------- | --------------- |
| GameRankings            | 92,60 %         |
| Metacritic              | 94/100          |
| Иноязычные издания      |                 |
| Издание                 | Оценка          |
| Eurogamer               | 9/10            |
| Famitsu                 | 34/40           |
| Game Informer           | 9,5/10          |
| GamePro                 | 5/5             |
| GameSpot                | 9,1/10          |
| GameSpy                 | 4,5/5           |
| IGN                     | 9,6/10          |
| The Electric Playground | 9/10            |
| GameCritics.com         | 9/10            |

Игра получила множество положительных отзывов как от прессы, так и от игроков. «IGN» дали игре 9.6 из 10, отметив минимальное время загрузки, ураганный геймплей и назвав Devil May Cry «основательной причиной для покупки PlayStation 2». «PSXExtreme» присудили игре 10 из 10, назвав игру «не идеальной, однако очень близкой к таковым», а также отметив её как одну из лучших игр в году. «GameSpy» присудили игре 93 балла, отметив замечательный дизайн уровней, архитектуры, персонажей и систему оружия, но критикуя «камеру с собственным интеллектом» и новую схему управления.
С экономической точки зрения игра также оказалась благоприятной: общие продажи составляют почти 3 миллиона копий, что сделало игру не только одной из самых продаваемых игр Capcom, но и одной из самых продаваемых игр для консоли PlayStation 2.